# Беккаделли, Антонио
Антонио Беккаделли (итал. Antonio Beccadelli), прозванный Панормита (то есть «палермец» — итал. Il Panormita; 1394 год, Палермо — 19 января 1471 года, Неаполь) — итальянский поэт, дипломат, гуманист и хронист XV века, писавший на латыни. Основатель неаполитанской академии (1435).
За свою службу он получал пенсию от миланского герцога Висконти; из рук императора Сигизмунда получил венок за сборник эпиграмм «Hermaphroditus» (1432).
Кроме сборника эпиграмм он написал:
- «De dictis et factis regis Alfonsi» (lib. V, Пиза, 1485),
- «Epistolae familiares ac campanae» (Неаполь),
- «Epistolarum libri V» (Венеция, 1553),
- «Quinque illustrium poetarum lusus in Venerem» (Пиза, 1791),
- «Carmina illustrium poetarum italorum» и др.